# Letov L-290 Orel
Letov L-290 Orel byl typ československého civilního letadla vyrobený firmou Letov.

## Vývoj
Vychází z letounu Junkers Ju 290, kdy bylo k jeho stavbě použito dílů z letadla Junkers Ju 290 A 8 v.č. 0212 a část dílů z Ju 290 B 2.
Když firma Letov dokončovala opravu Junkers Ju 352, nabídla ministerstvu dopravy, že letoun Ju 290 dokončí. Letoun a části druhého stroje byly po souhlasu správy letišť Ruzyně jako kořistní materiál uvolněny a přepraveny do firmy Letov. Iniciativa Letova o dostavění letadla utvořila předpoklady, že naše nová civilní doprava získá hned ve svých počátcích moderní dálkový letoun.
Ministerstvo dopravy požadovalo tyto úpravy: kapacitu 40 až 48 cestujících, interiér se šatnami, barovým zařízením, dvěma toaletami, montáž tříosého automatického autopilota a plné rádiové vybavení. Posádka měla být šestičlenná, dva piloti, radiotelegrafista, navigátor, palubní inženýr a letuška.
Do letadla byly zastavěny  čtrnáctiválcové motory BMW 801 1040/1610 k odzkoušené na motorové brzdě u firmy Walter v Jinonicích s vrtulemi z letounu Focke-Wulf Fw 190.
Zalétání provedl 1. srpna 1946 tovární pilot František Kládek. Let trval 2 hodiny a dopadl úspěšně. Byly však potíže s těžištěm, které nebylo známo. Během letu prováděl převažování palubní mechanik a druhý mechanik obsluhoval stavění vrtulí. Veřejnosti byl letoun představen na celorepublikovém leteckém dni Praha-Ruzyně v září 1946.
Pro neustálé potíže s těžištěm byly vestavěny přepážky, které sloužily k zasouvání pytlů s pískem k vyvažování.
Trup nebyl nikdy vybaven a zůstal prázdný.
Letoun se vrátil do továrny Letov, kde nalétal do roku 1947 43 hodin zkušebních letů, aniž by kdy odstartoval k opravdovému dálkovému letu.
Dlouhou dobu stál na továrním letišti poté, co ministerstvo dopravy o něj ztratilo zájem. Letoun byl později demontován a jeho trup odvezen do Národního technického muzea na Letné, kde jej bylo možno vidět dlouhá léta na dvoře za hlavní budovou. Protože byl rozměrný a zabíral místo, skončil ve šrotu.
Letoun létal bez označení v světle šedém nátěru, pouze na směrovkách měl československé vlaječky.
V roce 1947 požádal továrnu Letov o odprodej letadla izraelský obchodník, který nabízel zprostředkování dodávky anglických motorů a přál si, aby Letov provedl jejich zástavbu. Jeho žádosti nebylo vyhověno.

## Specifikace
Údaje dle

### Technické údaje
- Osádka:
- Kapacita:
- Rozpětí: 42,00 m
- Délka: 28,65 m
- Výška: 6,83 m
- Nosná plocha: 205,30 m²
- Hmotnost prázdného stroje: 33 000 kg
- Maximální vzletová hmotnost: 41 000 kg

### Výkony
- Maximální rychlost: 440 km/h
- Dostup: 6 010 m
- Dolet: 6 150 kg